# BADBOY非道
BADBOY非道（バッドボーイひどう、1969年10月19日 - 2021年10月17日）、本名：高山 秀男（たかやま ひでお）は、日本の男性プロレスラー。大阪府大阪市出身。
妻は元女子プロレスラーでプロレスリングZERO1ゼネラルマネージャーの工藤めぐみ。

## 経歴
東京に出て来て一時事業を始めるが、失敗しホームレス生活を経て1993年1月20日、W★INGでデビューする。邪道、外道に見出され、非道と改名する。邪道、外道がW★ING離脱後もW★INGに残り、金村ゆきひろとライバル関係となった。W★ING崩壊直前に離脱し、青柳政司が興した新格闘プロレスに本名で参加したり、WARに相撲軍団の一員として、刃（やいば）と名乗る覆面レスラーで登場（非道は相撲の経験はない）するも、目立った活躍はなかった。その後、ミスター・ポーゴ率いるW★ING同盟の一員として、FMWに参戦し、大仁田厚ら正規軍と争う。大仁田引退後は、エースのハヤブサと抗争。しかし、首の負傷で受身を取るのが厳しい状況になり（この時期、2桁以上の連敗をしてしまい「日本一負けっぷりがええ男になったる！」と発言したことがある。）、1999年横浜アリーナでウィリー・ウィリアムスに敗れたのを機に、ウィリーらとウィリー軍団を結成。空手家というギミック（ギミック変更の際には「俺はプロレスは弱いが格闘技は強い」と発言）で、ウィリー高山に改名。1998年には元FMW女子のエースである工藤めぐみと結婚した。
やがて長期のアメリカ遠征に突入。その間にはIWAミッドサウスのキング・オブ・ザ・デスマッチに参戦、画鋲デスマッチを戦うなどした。 この時期には、IWAミッドサウスヘビー級王座を獲得している。
2001年にFMWを退団し、当時CZW軍との抗争下にあった大日本プロレスに来場。非道はCZW派につき、CZW撤退後の2002年には葛西純、ジ・ウインガーとともに「赤まむし」という軍団を結成してやりたい放題に暴れまわっていた。
その後、WEWの主要メンバーとして活躍しZERO-ONE（現：ZERO1）に侵攻をかけたりもした。2003年、ボスの冬木弘道がガンで死去した後、WEWは冬木軍に名を改め冬木軍プロモーションという名義で興行を開催していたが、冬木軍プロモーションの解散後はアパッチプロレス軍のメンバーとして大日本プロレスをはじめとするインディー団体に参戦している。
大日本ではマッドマン・ポンド、2・タフ・トニー、マイク・サンプラスといった外国人レスラー達と共闘したり、伊東竜二とBJW認定デスマッチヘビー級王座を巡る抗争を繰り広げたりもした。
2005年、金村キンタローが長州力に敗れて長州の軍門に下った後、非道が代わりにアパッチプロレス軍を仕切っていたが、後に金村とは和解。2006年初頭からは金村、黒田哲広らとともに新日本プロレスに参戦し獣神サンダー・ライガー（鬼神ライガー）と抗争した。
しかしその後、非道は「俺は葛西純のかませ犬ではない。葛西とデスマッチをやらせろ！」という理由からアパッチプロレス軍を裏切り、佐々木貴率いる「たかし軍団」へ寝返る。
自分が負けを認める時は自分が死んだ時だけと敗戦を認めないことが多く、武器として携帯する有刺鉄線バットやハサミをトレードマークにするようになった。この時期以降は頭文字を取り、BBHと略されている。
2007年末ごろから内臓疾患で欠場。非道も酒をよく飲むせいか、肝機能障害で欠場することが多かった。このため、非道の復帰は絶望的かと思われたが2007年10月、Hi69の重傷による11月12日新木場大会「Hi69AID」開催に際しての金村の来場要請に応え、石井智宏を有刺鉄線バットで襲撃した。非道も2008年春頃を目途に復帰すると発表していたが、金村が起こした不祥事の影響で2008年3月23日付けでアパッチを退団。6月、MAKEHEN興行で復帰し8月22日に赤まむしの一員としてアパッチプロレス軍に復帰したが、それ以降は金村と共に活動する。
2010年4月から再び長期欠場をしていたが、FFFプロレスリングで2012年6月29日に復帰を果たす。
妻の工藤めぐみによると、非道は2012年時点でプロレスラー以外に「堅い仕事」をしていたとのこと。
その後も非道は病気療養を続けてきたものの、2021年10月17日に死去した。51歳没。非道の訃報は、同月21日に妻の工藤がGMとして所属するプロレスリングZERO1より発表された。同月30日のZERO1・東京タワー特設リング大会において非道の追悼セレモニーが行われ、妻の工藤が出席しリング上から挨拶を行った。

## 得意技
- 非道ちゃんボンバー
- ドリル・ア・ホール・パイルドライバー
- 凶器攻撃

トレードマークとも言うべき有刺鉄線バットでの攻撃が見せ場。バットを奪われて自分が攻撃されるのを含めて一つのルーティンになっていた。
- 金的蹴り
- 外道クラッチ

## タイトル歴
- WEWハードコアタッグ王座
- ミッドウエストヘビー級王座
- 世界ブラスナックルタッグ王座
- IWAミッドサウスヘビー級王座
- WMGタッグ王座
- BJW認定タッグ王座

## 入場曲
- 「SHARP DRESSED MAN」ZZトップ